# Президентские выборы в США (1860)
Президентские выборы в США 1860 года состоялись 6 ноября 1860 года и стали основным катализатором начала гражданской войны в стране. Кандидат от Республиканской партии Авраам Линкольн, получивший номинацию от своей партии после внутренней борьбы с изначальным фаворитом — сенатором от Нью-Йорка Уильямом Сьюардом, одержал победу. Получив большинство голосов в северных штатов и минимальную поддержку от южных рабовладельческих штатах, в большинстве из которых его даже не было в бюллетенях, Линкольн стал первым президентом-республиканцем.
На фоне постоянных споров о распространении рабства на западные территории Соединенные Штаты постепенно раскалывались в 1850-х годах. Действующий президент Джеймс Бьюкенен, пообещавший не баллотироваться на переизбрание, также как и его предшественник Франклин Пирс, был северным демократом с симпатиями к Югу. С середины 1850-х годов новая Республиканская партия, выступавшая против рабства, стала крупной политической силой, движимой оппозицией избирателей севера к закону Канзас-Небраска и решению Верховного суда 1857 года по делу Дреда Скотта против Сэндфорда. На выборах 1856 года республиканцы заменили распавшуюся партию вигов в качестве основной оппозиции демократам. Предвыборная программа республиканцев в 1860 году обещала не вмешиваться в рабство на Юге, но выступала против распространения рабства на территории.
Группа бывших вигов и представителей партии незнаек сформировала партию конституционного союза, которая стремилась избежать разделения страны, разрешив разногласия по поводу рабства с помощью нового компромисса. Съезд партии 1860 года выдвинул бывшего Сенатора от Теннесси Джона Белла на пост президента.
На этом фоне доминирующая Демократической партии раскололась на южную и северную фракции после выхода делегатов южных штатов со съезда в Чарлстоне. Второй съезд, проведенный северянами в Балтиморе выдвинул Сенатора от Иллинойса Стивена Дугласа на пост президента. Политик поддерживал концепцию народного суверенитета, которая призывала поселенцев каждой территории самостоятельно определять статус рабства на местном уровне, что оттолкнуло многих радикальных сторонников рабства, которые хотели, чтобы территории и были открыты для его распространения. При поддержке президента Бьюкенена южные демократы (в том числе представители фракции пожирателей огня) провели свой собственный съезд, выдвинув действующего вице-президента Джона Брекинриджа из Кентукки на пост президента.
В то время как Линкольн и Дуглас боролись за голоса северян, Белл и Брекинридж конкурировали в южных штатах. Когда голоса были подсчитаны, Линкольн получил большинство в коллегии выборщиков; все его голоса были получены на севере. Линкольн выиграл абсолютное большинство голосов на Севере и относительное большинство на национальном уровне, получив 39,7% голосов. На сегодняшний день это самой низкой долей голосов победившего кандидата в истории США, за исключением 1824 года. Линкольн не получил голосов в 10 южных штатах, потому что отсутствовал в бюллетенях в этих штатах (в те времена печатью бюллетеней занимались сами партии, а не правительства штатов).
Дуглас получил второе место по общему числу голосов избирателей, но выиграл только двенадцать голосов коллегии выборщиков: девять в Миссури (рабовладельческий штат) и три в Нью-Джерси (свободный штат). Дуглас был единственным кандидатом на выборах, получившим голоса выборщиков как в свободном, так и в рабовладельческом штате. На юге Белл выиграл три штата, а Брекинридж — одиннадцать. Победа республиканцев побудила семь южных штатов, проголосовавших за Брекинриджа, выйти из состава Союза до инаугурации Линкольна в марте 1861. Заявление о выходе было объявлено незаконным как уходящим президентом Бьюкененом, так и самим Линкольном. Гражданская война в США началась в апреле с битвы за форт Самтер, после чего ещё четыре штата объявили об отделении. Выборы 1860 года стали первой из шести последовательных побед республиканцев на президентских выборах.

## Выдвижение кандидатов

### Республиканская партия
Съезд республиканской партии, на котором члены партии должны были выдвинуть своего кандидата в президенты, собрался в середине мая 1860 года в Чикаго после того, как демократы не смогли определиться с выбором своего кандидата и отложили свой съезд в Чарлстоне. В условиях хаоса среди демократов и реальной возможности победы в северных штатах республиканцы чувствовали себя уверенно. Фаворитом считался Сенатор от штата Нью-Йорк Уильям Сьюард, за ним следовали Салмон Чейз из Огайо и Эдвард Бейтс из Миссури. Другим кандидатом был политик из Иллинойса Авраам Линкольн, который, как считалось, не имел больших шансов на победу над Сьюардом. К второстепенным кандидатам относились Джон Фримонт, Уильям Дейтон, Кассиус Клей и Бенджамин Уэйд, которые могли стать компромиссными кандидатами, если бы съезд зашёл в тупик между несколькими основными политиками.
Однако на съезде оказалось, что Сьюард, Чейз и Бейтс оттолкнули от себя разные фракции республиканской партии. Сьюард считался радикалом, а его речь о «неизбежном конфликте» оттолкнула умеренных делегатов. Кроме того, он был ярым противником нативизма, что ещё сильнее ослабляло его позиции и потерял поддержку редактора влиятельной газеты «New York Tribune» и своего давнего друга и союзника Хораса Грили. Чейз оттолкнул от себя многих бывших вигов, перешедших в республиканскую партию своей коалицией с демократами в 1840-х. Несмотря на это, его твердая антирабовладельческая позиция сделала его популярным среди радикальных республиканцев. Тем не менее, перед съездом считалось, что ему не хватало харизмы и политической проницательности. Консервативный Бейтс имел меньше шансов на успех, но пользовался поддержкой Грили. Немецкие американцы среди республиканцев выступали против его выдвижения из-за его прошлых связей с нативистами из Американской партии.
Авраам Линкольн приобрёл известность в ходе своих знаменитых дебатов со Стивеном Дугласом в 1858 году и отслужил один срок в Палате представителей, представляя один из округов Иллинойса. После дебатов он начал тайно готовится к выдвижению своей кандидатуры, стремясь обеспечить широкую публикацию текстов дискуссии с Дугласом и своей биографии. Линкольн стал ещё более известным после выступления в «Купер Юнион» в феврале 1860 года, которая, возможно, и стала причиной его победы над своими соперниками внутри партии. Выступая в родном штате Сьюарда в присутствии Грили, он пытался убедить общественность в том, что республиканцы были умеренными, а не фанатиками, какими их стремились представить южане и демократы. После этого другие выступления Линкольна стали привлекать большое внимание. По мере приближения съезда он не вёл активной предвыборной кампании, так как в те времена это не было принято.
Перед национальным съездом собрался иллинойский съезд, на котором местные политики должны были решить, кого поддерживать. Линкольн получил сильную поддержку, которая превзошла как его собственные ожидания, так и его политических союзников. Организаторы кампании Линкольна распространили тысячи поддельных билетов на съезд среди его сторонников, чтобы обеспечить поддержку толпы.
Однако даже при такой поддержке со стороны родного штата Линкольну предстояла непростая задача. Его целью было стать вторым выбором для большинства делегатов, так как он понимал, что первый тур голосования на съезде вряд ли определит явного победителя. Кроме того, проведение съезда в Чикаго в Иллинойсе также давало Линкольну определенное преимущество. Он не присутствовал на съезде лично, оставив задачу ведения переговоров с делегатами нескольким близким друзьям.
Первый тур голосования, как и ожидалось, принёс Сьюарду преимущество, но не большинство голосов, а Линкольн оказался на втором месте. Во второму туре большинство менее значительных претендентов выбыли из голосования, после чего большинство делегатов переключились на Сьюарда или Линкольна. Однако съезд оставался в тупике, и успешные политические манёвры, проведённые союзниками Линкольна среди участников съезда, убедили некоторых из них отказаться от поддержки Сьюарда. Сочетание умеренной позиции Линкольна по вопросу рабства, его западного происхождения и сильного ораторского искусства оказалось именно тем, что делегаты хотели от президента. В третьем туре голосования 18 мая Линкольн с большим перевесом голосов добился выдвижения в качестве кандидата на пост президента. Сенатор Ганнибал Гэмлин от штата Мэн был выдвинут на пост вице-президента, обойдя Кассиуса Клея. Хэмлин был удивлён своим выдвижением, заявив, что он «был поражён» и «не ожидал этого».
Платформа республиканцев обещала не вмешиваться в рабство в штатах, но выступала против его распространения на территории и гарантировала тарифы, защищающие промышленность и рабочих, принятие закона о гомстедах, предоставляющий бесплатные сельскохозяйственные земли на западе поселенцам, и финансирование трансконтинентальной железной дороги. Республиканцы не заняли определенную позицию по поводу мормонизма (который был осуждён в 1856 году), законам о беглых рабах и личной свободе и решению Верховного суда по делу Дреда Скотта. Хотя сторонники Сьюарда были разочарованы назначением малоизвестного западного политика, они сплотились вокруг Линкольна, в то время как аболиционисты были возмущены выбором умеренного кандидата и не очень верили в Линкольна.

### Северные демократы

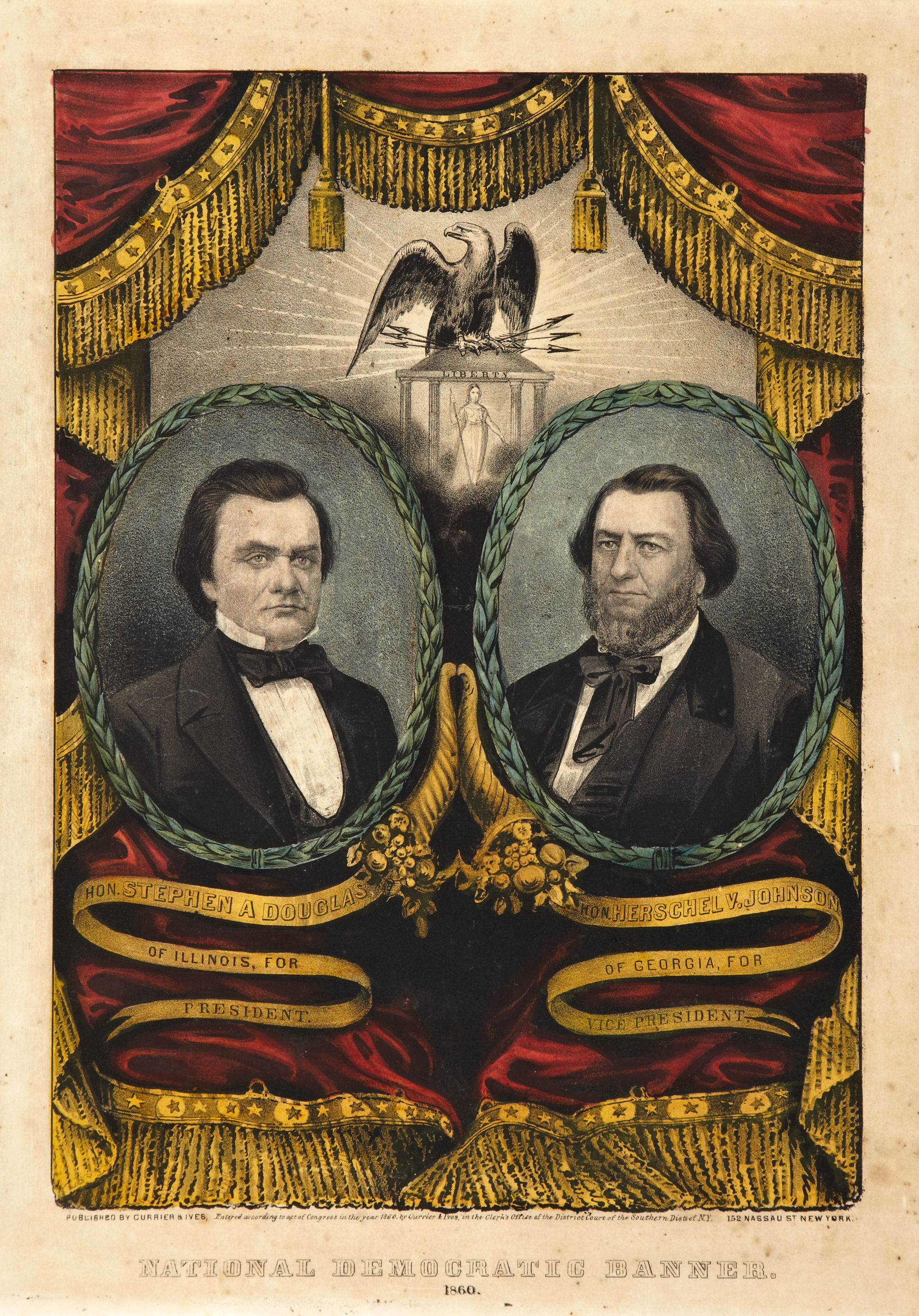
Агитационный плакат северных демократов с изображениями Дугласа (слева) и Джонсона (справа)

На съезде демократической партии в Институтском зале в Чарлстоне, Южная Каролина в апреле 1860 года, 50 южных делегатов покинули зал из-за споров о партийной платформе во главе с ярым сторонником рабства из фракции «пожирателей огня» Уильямом Лоундесом Янси и делегацией Алабамы; за ними следовали полные делегации Флориды, Джорджии, Луизианы, Миссисипи, Южной Каролины и Техаса, трое из четырех делегатов от Арканзаса и один из трех делегатов от Делавэра. На номинацию от демократов претендовали Стивен Дуглас из Иллинойса, Джеймс Гатри из Кентукки, Роберт Хантер из Вирджинии, Джозеф Лейн из Орегона, Дэниел Дикинсон из Нью-Йорка и Эндрю Джонсон из Теннесси, а также три второстепенных кандидата: Иссак Туси из Коннектикута, Джеймс Пирс из Мэриленда и Джефферсон Дэвис из Миссисипи (будущий президент Конфедеративных Штатов).
Дуглас, придерживавшийся умеренных взглядов на рабство и выступавший за «народный суверенитет», лидировал в первом туре голосования, но не смог выиграть необходимые две трети голосов. На 57-м туре голосования, когда Дуглас всё ещё лидировал, ему всё ещё не хватило около 50 голосов для выдвижения, после чего измученные и отчаявшиеся делегаты 3 мая согласились прекратить голосование и закрыть съезд. В то время как 18 июня демократы снова собрались в театре «Фронт-стрит» в Балтиморе, штат Мэриленд, 110 южных делегатов бойкотировали съезд или покинули его после того, как поняли, что северяне не примут резолюцию, поддерживающую распространение рабства на территории, жители которых этого не хотят.
В то время как некоторые считали Горацио Сеймура компромиссным кандидатом на возобновившемся съезде в Балтиморе, он написал письмо редактору местной газеты, в котором безоговорочно заявил, что не собирается баллотироваться ни на какой пост. После двух туров голосования – 59-го в целом – оставшиеся демократы выдвинули Стивена Дугласа на пост президента. Ему предстояло столкнуться со своим давним противником Линкольном. На пост вице-президента изначально был выдвинут Бенджамина Фицпатрика из Алабамы, но он отказался от выдвижения, после чего Дуглас предложил кандидатуру Хершеля Джонсона из Джорджии, который согласился занять это место.

### Южные демократы
Южные делегаты собралась в Институтском зале Балтимора под председательством Калеба Кушинга. Они приняли программу поддержки рабства, отвергнутую в Чарлстоне, и выдвинули вице-президента Джона Брекинриджа на пост президента, а сенатора Джозефа Лейна от Орегона – на пост вице-президента.
Помимо демократических партий южных штатов, кандидатуры Брекинриджа и Лейна поддержала и администрация действующего президента Бьюкенена. Его влияние в Пенсильвании гарантировало, что Брекинридж станет основным кандидатом от Демократической партии в этом густонаселённом штате. Брекинридж был последним действующим вице-президентом, выдвинутым на пост президента, до Ричарда Никсона в 1960 году.

### Конституционные юнионисты
Партия Конституционного союза была сформирована остатками распавшихся Американской партии и Партии вигов, которые не желали присоединяться ни к республиканцам, ни к демократам. Члены новой партии надеялись предотвратить отделение юга, обойдя вопрос о рабстве. Они встретились в здании окружного суда Истсайд в Балтиморе и выдвинули Джона Белла из Теннесси на пост президента во втором туре голосования. Эдвард Эверетт был выдвинут на пост вице-президента на съезде 9 мая 1860 года, за неделю до Линкольна. Джон Белл был бывшим вигом, выступавшим против закона Канзас–Небраска и Лекомптонской конституции. Эдвард Эверетт был президентом Гарвардского университета и государственным секретарём в администрации Милларда Филлмора. Платформа партии предполагала компромисс для спасения Союза под лозунгом «Союз как он есть, и Конституция как она есть».

### Радикальные аболиционисты
Радикальная аболиционистская партия была остатком партии свободы, которая образовалась после того, как большинство бывших членов партии присоединились к республиканцам в 1850-х годах. 29 августа 1860 года в Конвеншн-холле города Сиракузы, штат Нью-Йорк, состоялся съезд, на котором присутствовало сто делегатов из Нью-Йорка, Пенсильвании, Нью-Джерси, Мичигана, Иллинойса, Огайо, Кентукки и Массачусетса. Среди них было несколько женщин.
Джеррит Смит, видный аболиционист и кандидат в президенты от партии свободы в 1848 году, отправил письмо, в котором заявил, что его здоровье настолько плохое, что он не может покидать дом с 1858 года. Тем не менее, он оставался популярным в партии, поскольку помог вдохновить некоторых сторонников Джона Брауна во время рейда на Харперс-Ферри. В своём письме Смит пожертвовал 50 долларов на печать бюллетеней в различных штатах. Между сторонниками Смита и Уильяма Гуделла разгорелась ожесточённая борьба за выдвижение кандидатуры на пост президента. Несмотря на явные проблемы со здоровьем, Смит был выдвинут на пост президента, а Сэмюэл Макфарланд из Пенсильвании – на пост вице-президента.
В Огайо, Иллинойсе и Индиане списки выборщиков президента, поддержавших Смита и Макфарланда, были представлены от имени партии «Союза». Они получили в общей сложности 176 голосов на всеобщих выборах, что составило 0,004% от общего числа голосов.

## Выборы
Выборы состоялись во вторник, 6 ноября 1860 года, и были примечательны большой активностью избирателей. Явка составила 81,2%, что являлось самым высоким показателем в истории Америки на тот момент и вторым по величине в целом (явка была выше только на выборах 1876 года).
Линкольн выиграл большинство голосов в коллегии выборщиков, набрав менее 40% голосов избирателей по всей стране, выиграв штаты, расположенные выше линии Мейсона-Диксона и к северу от реки Огайо, а также Калифорнию и Орегон на Дальнем Западе. В отличие от всех предыдущих избранных президентов, Линкольн не выиграл ни в одном рабовладельческом штате, но победил во всех восемнадцати свободных штатах.
Выборы 1860 года ознаменовали конец политического доминирования южан в Соединенных Штатах. Между 1789 и 1860 годами представители южных штатов были президентами в течение двух третей времени и большую часть времени занимали должности спикера Палаты представителей. Кроме того, с 1791 года южане составляли большинство в Верховном суде.

### Результаты

Карта результатов выборов по округам Авраам Линкольн Стивен Дуглас Джон Брекинридж Джон Белл Избирательное слияние

| Кандидат на пост президента | Партия                              | Кол-во голосов | Кол-во голосов | Выборщики | Кандидат на пост вице-президента |
| Кандидат на пост президента | Партия                              | Количество     | %              | Выборщики | Кандидат на пост вице-президента |
| --------------------------- | ----------------------------------- | -------------- | -------------- | --------- | -------------------------------- |
| Авраам Линкольн             | Республиканская партия              | 1 855 276      | 39,67%         | 180       | Ганнибал Гэмлин                  |
| Джон Брекинридж             | Южные Демократы                     | 672 601        | 14,38%         | 72        | Джозеф Лейн                      |
| Джон Белл                   | Конституционный Союз                | 590 980        | 12,64%         | 39        | Эдвард Эверетт                   |
| Стивен Дуглас               | Демократическая партия              | 1 004 042      | 21,47%         | 12        | Гершель Джонсон                  |
| Избирательное слияние       | различные                           | 553 570        | 11,84%         | 0         | —                                |
| Джеррит Смит                | Радикальная аболиционистская партия | 176            | 0,00%          | 0         | Сэмюэл Макфарланд                |
| Всего                       | Всего                               | 4 676 645      | 100 %          | 303       |                                  |

- Карта результатов выборов по округам
 Авраам Линкольн Стивен Дуглас Джон Брекинридж Джон Белл Избирательное слияние[англ.][c]

### Комментарии
1. 1 2  Национальный съезд Демократической партии 1860 года, состоявшийся в Чарльстоне, Южная Каролина, не смог выдвинуть кандидатуру на пост президента; на последующих съездах в Балтиморе национальная Демократическая партия выдвинула Дугласа, в то время как отдельное собрание, состоящее в основном южных делегатов выдвинуло Брекинриджа.
2. ↑  В нескольких штатах общее количество голосов рознится по разным источникам.
3. 1 2 3 4 5  В Нью-Йорке, Пенсильвании и Нью-Джерси все три других основных кандидата объединились в единый список против Линкольна и получили 553 570 голосов (проиграв в Нью-Йорке и Пенсильвании и выиграв 3 из 7 голосов выборщиков Нью-Джерси, все из которых достались Дугласу), которые нельзя отнести ни к кому из них в отдельности.
4. 1 2  Изначально на пост вице-президента Дугласа была выдвинута кандидатура Бенджамина Фицпатрика[англ.], однако он отклонил эту кандидатуру, после чего вместо него был выбран Джонсон.
5. ↑  В те времена бюллетени представляли собой листы, распечатанные партией, с именем кандидатата(ов) и именами выборщиков, которые собираются проголосовать за него на пост президента. Избиратели приносили бюллетень на участок и публично опускали его в урну. Чтобы получить какие-либо голоса, кандидат или его партия должны были напечатать бюллетени и организовать группу выборщиков. За исключением некоторых приграничных районов, Республиканская партия не пыталась создать какую-либо организацию на Юге и не печатала там бюллетени, поскольку в регионе практически не было людей, готовых публично поддержать Линкольна из-за страха возмездия[2][3].